# Hamrasjöhötjärnen
Hamrasjöhötjärnen är en sjö i Ljusdals kommun i Hälsingland och ingår i Ljusnans huvudavrinningsområde. Sjön har en area på 0,153 kvadratkilometer och ligger 337,1 meter över havet.

## Delavrinningsområde
Hamrasjöhötjärnen ingår i det delavrinningsområde (683355-145330) som SMHI kallar för Utloppet av Hamrasjöhötjärnen. Medelhöjden är 359 meter över havet och ytan är 3,46 kvadratkilometer. Det finns inga avrinningsområden uppströms utan avrinningsområdet är högsta punkten. Vattendraget som avvattnar avrinningsområdet har biflödesordning 4, vilket innebär att vattnet flödar genom totalt 4 vattendrag innan det når havet efter 182 kilometer. Avrinningsområdet består mestadels av skog (82 procent) och sankmarker (13 procent). Avrinningsområdet har 0,15 kvadratkilometer vattenytor vilket ger det en sjöprocent på 4,4 procent.